# Jacques Thubé

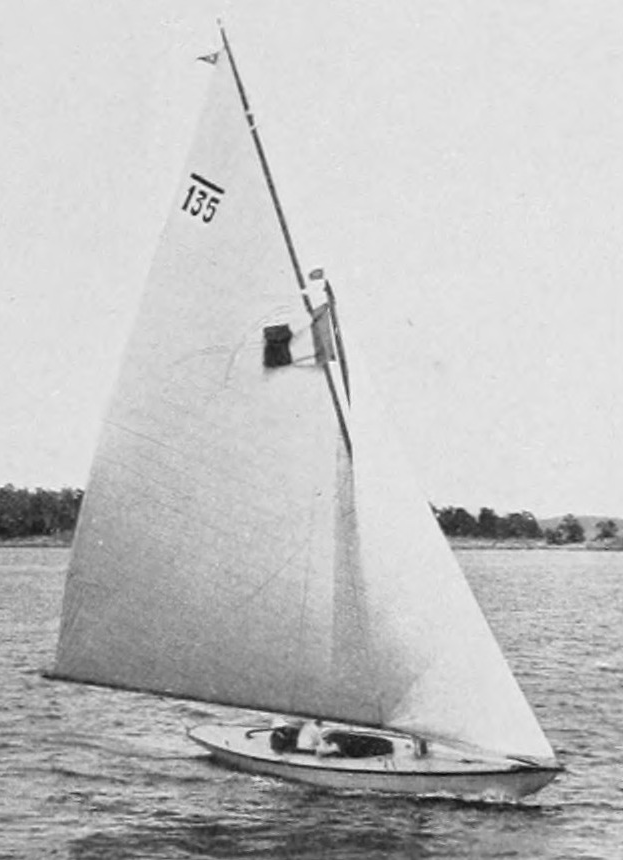
Mac Miche

Jacques Marie Thubé (ur. 22 czerwca 1882 w Nantes, zm. 14 maja 1969 w Nantes) – francuski żeglarz, olimpijczyk, zdobywca złotego medalu w regatach na Letnich Igrzyskach Olimpijskich w 1912 roku w Sztokholmie.
Na Letnich Igrzyskach Olimpijskich 1912 zdobył złoto w żeglarskiej klasie 6 metrów wraz z braćmi Amédée i Gastonem na jachcie Mac Miche.